# Lycaeides bergi
Lycaeides bergi är en fjärilsart som beskrevs av Kusnetzov 1908. Lycaeides bergi ingår i släktet Lycaeides och familjen juvelvingar. Inga underarter finns listade i Catalogue of Life.